# Hospice Roger de Grimberghe

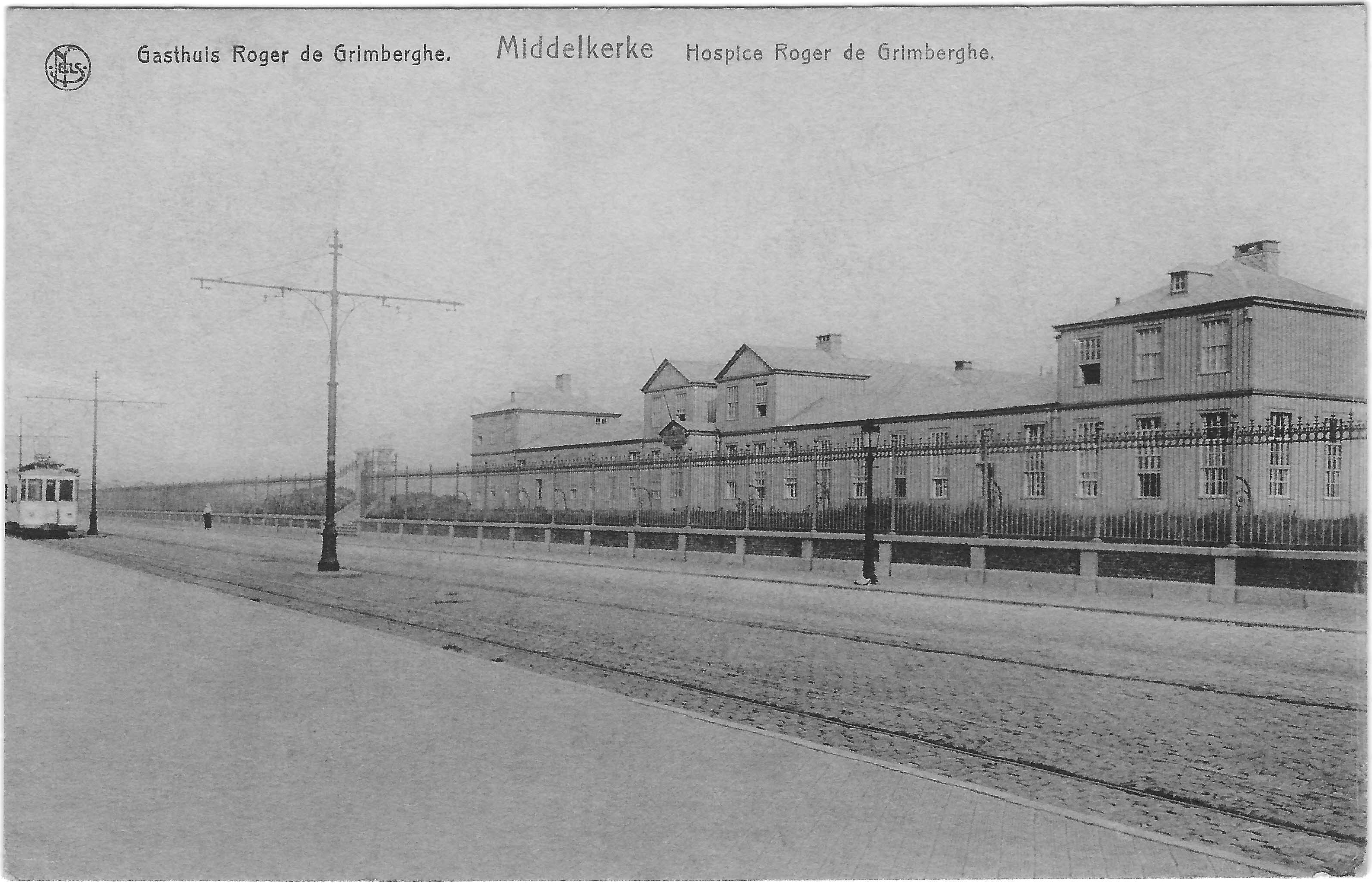
Briefkaart van voor de Eerste Wereldoorlog

Het Hospice Roger de Grimberghe was een hospitaal voor kinderen met beenderziekten in Middelkerke. De instelling werd opgericht in 1884 en werd gebouwd naar de plannen van architect Hendrik Beyaert. Zij lag in de duinen ten Oosten van Middelkerke, toen een badplaats in wording. Het koninklijk besluit van 23 mei 1882 stelde de duinen kosteloos door de staat ter beschikking, op voorwaarde dat kinderen uit het hele land zouden opgenomen worden. Oorspronkelijk was het de bedoeling dat enkel Brusselse kinderen er terechtkonden. De meeste van hen kwamen uit behoeftige klassen.

## Roger de Grimberghe
Bij de oprichting van het hospitaal waren er reeds studies verricht die het belang van het zeeklimaat voor de gezondheid aantoonden. In La presse médicale Belge verscheen in 1879 een oproep van dokter Mahiels omtrent de noodzaak aan een kinderhospitaal aan de Belgische kust. Roger de Grimberghe (Parijs, 28 februari 1830 - Brussel, 27 november 1879) beantwoordde deze oproep door op 49-jarige leeftijd vanop zijn sterfbed een legaat van 500.000 frank ter beschikking te stellen voor het oprichten van zo'n hospitaal. Voorwaarde was dat het instituut zijn naam zou dragen én dat de realisatie ervan binnen de drie jaar een feit zou zijn.

## Patiënten
De meeste kinderen hadden beenderziekten. Gewrichtsziekten, huidziekten, scrofulose en tuberculose kwamen eveneens voor. Het sterftecijfer lag betrekkelijk hoog, in de kelder was er een ruimte voor lijkschouwingen. De patiëntjes, tussen 4 en 14 jaar, gingen aanvankelijk niet naar school maar kregen les van de verpleegsters.

## Behandeling
Zeewater speelde een belangrijke rol in de kuur. Dagelijks gingen ze baden en bij slechte weersomstandigheden namen ze binnen een zeebad. De eerste arts, tevens de directeur van het hospice, was Pieter Joseph Casse (1841-1915). Later werd hij burgemeester van Middelkerke. Veel artsen waren er actief, onder wie ook Gustaaf Gevaert en Jules Bordet. De verwetenschappelijking van het hospitaal gebeurde met de introductie van medische behandelingen zoals operaties en gipsimmobilisaties. Het archief maakt gewag van experimentele operaties en het gebruik van zelfgemaakte korsetten. Hiertoe liet dokter Casse zich inspireren door dokter Cazin, een tijdgenoot en chirurg in het Hôpital Maritime de la ville de Paris te Berck-sur-Mer. Het gebouw had een chemisch en microscopisch laboratorium en een isolatieafdeling voor kinderen met besmettelijke ziekten. De kelder bestond uit specifieke ruimten, zoals een kamer voor anesthesie, een extra labo, een operatiekamer en een sterilisatiekamer. De stichters waren overtuigd dat het verwijderen van kinderen uit hun arme en onhygiënische omgeving leidde tot genezing en tot betere burgers.

## Eerste Wereldoorlog
Tijdens de Eerste Wereldoorlog maakt Middelkerke, op zeven kilometer van het IJzerfront, deel uit van het Duitse Operationengebiet. Bij de aftocht van het Duitse leger bleven niet veel gebouwen ongeschonden. In het begin van de oorlog werd de keuken van het hospitaal verwoest, waardoor de kinderen overgebracht werden naar de kostschool der zusters van Dooresele in Gent. De Duitsers namen hun plaats in het hospice en gebruikten het als 'lazaret'. De groentetuin werd een kerkhof voor gesneuvelden of in het lazaret gestorven militairen. Later werden de graven overgebracht naar het Duits militair kerkhof in Vladslo. Het gehavende gebouw werd nooit meer heropgebouwd, enkel de herinnering eraan wordt levendig gehouden door twee monumentale zuilen van de instelling die nu de toegang vormen tot het gemeentelijke park.